# 錢德·賓
錢德·賓（Chandler Muriel Bing，1968年4月8日出生）是美国NBC情景喜剧《六人行》裡的虛構角色，由馬修·派瑞扮演。錢德的母親諾拉·泰勒·賓是一位情色浪漫小說家，父親查爾斯·賓則是一位同性戀異性裝扮者，並在拉斯維加斯一個名為“Viva Las Gay-gas”的異裝秀上登台演出。錢德有蘇格蘭與瑞典血統。錢德生在一個富裕家庭，並是家中獨子。錢德的父母在他九歲那年的感恩節晚餐上宣布離婚的消息，導致他成年後不願再慶祝感恩節，並發展出臭名昭著的幽默感以作為心理防禦機制。在第一季中錢德透露他高中讀男校。
喬伊·崔比雅尼是錢德的摯友兼室友。此前錢德曾與另一位摯友羅斯·蓋勒一起住。某次在羅斯家過感恩節時，他結識了羅斯的妹妹莫妮卡·蓋勒與其朋友瑞秋·葛林。錢德是最早知道羅斯喜歡瑞秋的人。後來錢德搬到紐約，住在莫妮卡公寓對面，並透過她認識了菲比·布菲。錢德為人幽默風趣，也因喜歡冷嘲熱諷而臭名昭著，錢德將這種特質歸咎於因父母離異的童年陰影而發展出的心理防衛機制。因為很小便學到金錢的價值，錢德開發出一套負責任的收入管理模式，令他成為社交圈裡擁有最高收入的人。錢德由於心理問題而不敢在戀情中給出重大承諾，但後來在第七季結尾與莫妮卡步入禮堂。在第十季，錢德與莫妮卡決定收養一對雙胞胎傑克與艾瑞卡。錢德的生日是4月8日，儘管也有人誤會是4月24日。

## 概述
錢德從事“統計分析與資料重構”（第一到九季）；他厭惡自己的工作，但因為薪資優渥而總是無法辭職。
錢德與羅斯·蓋勒是大學室友。大學一年級時，錢德到蓋勒家過感恩節，並結識了未來的妻子莫妮卡·蓋勒。聽了莫妮卡的建議後，錢德後來搬到曼哈頓格林威治村的19號公寓，就在莫妮卡與其室友菲比·布菲公寓的對面。在原來的室友搬走後，演員喬伊·崔比雅尼搬進來與錢德住，兩人後來成為摯友。
羅斯與錢德在大學一年級當室友時便成為摯友。他們當時成立了一個樂團。錢德在跟珍妮絲交往時還從羅斯那學會“擁抱與翻滾”（Hug and Roll）。
錢德與喬伊同住一間公寓，直到錢德後來搬去與莫妮卡同居。錢德與喬伊的公寓是整部劇的重要焦點，因為這是大家聚會的少數場所之一。兩人建立起親近又持久的友誼，這使他們陷入許多搞笑的處境。在本劇衍生劇《喬伊》的試播集，喬伊的姊姊吉娜簡短表達她認為喬伊和錢德是同性戀情侶的想法。
當錢德與喬伊初次相遇並進行室友面談時，喬伊便誤會地說他“不在意同性戀的問題”，因為喬伊以為錢德是同性戀。錢德原本選擇時尚攝影師艾瑞克為他的新室友，因為艾瑞克有一個色情片明星姊姊；但他們古怪的鄰居海克里斯先生（賴瑞・漢金飾演）告訴艾瑞克自己才是錢德的新室友，還在他面前打開錢德從不上鎖的公寓房門，艾瑞克便離開了。錢德以為艾瑞克放他鴿子，於是把公寓鑰匙給了喬伊，後來很快發現他們有很多共通點，包括喜歡看《海灘遊俠》和啤酒。錢德在整部劇裡經常資助喬伊，例如付房租之餘總是為喬伊那起起落落的演藝事業出錢、幫忙付喬伊拍大頭照的錢，以及替喬伊不少的約會買單。即便為自己的家庭置辦房產，錢德還特地為喬伊準備了專屬的房間。
錢德和喬伊維持著平衡的友誼：喬伊將錢德看做才識勝於自己的人，錢德則將喬伊當成更有自信的對立面，尤其每當提到戀情以及錢德常向喬伊求教和女人約會的秘訣。
錢德和瑞秋一開始不喜歡對方，但後來成為好朋友。在整部劇早期，瑞秋無法理解錢德的冷嘲熱諷，甚至有段時間很難欣賞他的幽默感，這在最終季大結局裡得到瑞秋承認。在第七季第11集，錢德和瑞秋偷走原本屬於樓下鄰居的起司蛋糕並一起分享。在雷夫羅倫工作的瑞秋協助錢德挑選他的結婚禮服。瑞秋還將錢德與自己的上司喬安娜（艾莉森·拉普拉卡飾演）湊成對。瑞秋和錢德從未發展任何戀情，雖然他們在大學時曾親熱過。在第三季第6集，結尾顯示瑞秋對錢德有過短暫的性幻想。
錢德和菲比是好朋友。雖然菲比經常模仿錢德，他們有時會傻傻地跟對方開玩笑。在第三季第4集，菲比和錢德玩捉迷藏。他們還會一起玩遊戲，像是為超級英雄起名字，或是像牛仔一樣斜倚在躺椅上。某次錢德又與他那分分合合的女友珍妮絲（瑪姬·惠勒飾演）再度分手後，該集結尾兩人合唱了《Endless Love》。在第五季第14集，菲比試圖讓錢德誤會自己喜歡他，但莫妮卡告訴他菲比並非真的認為錢德對她有性吸引力，表示所有關於愛情的暗示都不過是笑話。在第一季第3集，菲比嘗試用7000美金賄賂錢德讓他戒菸。
錢德在父母面前顯得很傲慢、滑稽且疏遠。他很難給予重大承諾，這是因為破碎的原生家庭使他無法想像一段穩定婚姻該有的樣子，時常表現地很神經質且防衛心強，並用幽默感當作心理防線。錢德還會以負面眼光看待所有跟他父母離異有關的事物，尤其是感恩節，因為他父母在這天吃火雞大餐時宣布離婚，他父親也在這天打算跟家裡的男幫傭私奔。
錢德的雙親都有極度淫亂的性生活，他自己也親眼撞見很多次，絕大部分都是他父親跟其他男人。除此之外，錢德表示在七歲時曾目擊“狂歡”現場，並在小時候為父親演繹《It's Raining Men》的一場表演擔任“最左邊”的背景舞者。他的母親諾拉是世界知名的情色小說作家，這在瑞秋短期交往的幾乎不會說英語的義大利男友保羅表示認得她時被揭露出來。
錢德在九歲時父母宣布離婚後開始抽菸。錢德在第一季中第一次被看見抽菸，並被朋友們指責他打破了維持三年的不抽菸原則。在整部劇裡錢德一直將菸癮控制地很好，儘管有時禁不起誘惑而抽了一根菸或是其他人的一口菸。錢德唯一一次嚴重菸癮復發，是在第九季時他一週四天在奧克拉荷馬州工作，因為開會時所有同事都在抽菸，於是“三天內抽了三包菸”。他向莫妮卡保證絕不會再抽菸，也從此沒再被看見過有抽。然而，有證據顯示錢德在第十季時依然在抽菸，莫妮卡在錢德看完兩人在西徹斯特郡買的房後聞到他身上有菸味。錢德沒有否認指控。
錢德有“這還能‘再’更……嗎？”（Could that BE any more...）的口頭禪。

## 人際關係

### 莫妮卡
錢德害怕給予承諾，因此是六位主角裡感情經驗最少的人；然而，他和莫妮卡卻最先獲得穩定婚姻且未以離婚收場。
第一季开始钱德和莫妮卡之間就若有若無地來電，直到第三季莫妮卡说钱德不适合做男朋友，钱德便努力表現以獲得莫妮卡認同。第四季末尾，在罗斯和艾米莉伦敦的婚礼上，钱德和莫妮卡發生一夜情，兩人也順勢展開地下戀情，因為他們怕其他人反應過度。當大家得知後，兩人的戀情得到大家祝福。
第六季兩人开始同居，第七季结尾步入禮堂，由乔伊當證婚人。第十季，由於生育困难而無法懷上孩子的莫妮卡和钱德決定收養小孩，並在最後一集见到即將收养的双胞胎艾瑞卡和杰克，尽管當初他们以為只會有一个孩子而非兩個。

### 乔伊
钱德與乔伊是室友也是最好的朋友，他们的住處是主角們主要相会地点之一。
他们有次將羅斯的兒子班忘在公車上，最終在社會局找到班。錢德对喬伊建造一个帶有電視、錄放影機與音響的大木櫃感到郁闷，因為這個櫃子把兩人的房間門口各擋住一半；另外，喬伊在建造過程中把錢德的房門鋸斷，某次用電鑽鑽牆時還差點鑽到錢德的頭。他們买了一隻小鸡與領養了一隻鸭子，並將牠們取名為“阿鸡和阿鸭”。他們將餐桌换成可以玩桌上足球的遊戲桌。兩人都喜歡看《海灘遊俠》。某次兩人的住處遭竊後，錢德愛上喬伊的女友並橫刀奪愛；為了挽救兩人的友情，錢德買了整套遭竊的家具，還應喬伊要求把自己關進大木箱裡，以證明兩人的友谊对自己多么重要。在乔伊的演藝事業尚未取得成功時，錢德借了很多錢給喬伊；某次乔伊因为钱德在他的電影首映上睡著而生气，想清算钱德借自己多少錢，然而數額之大以至於喬伊剛算出估計值便直接原諒了錢德。
老友记中一个经常出现的经典笑料就是故意把喬伊和錢德不时的争吵刻画成一对老夫妻之间的争吵，錢德通常扮演妻子的角色，喬伊通常扮演丈夫的角色(尽管在有一集中喬伊迎来他的新室友傑妮后，喬伊在他们的一次争吵中更女性化一点，比如说了下面的话“你怎么能那么说呢，太坏了！”，“关键不是你说了什么，关键是你说话的語氣！”)
其实他们俩一开始就很谈得来，錢德要找一个室友，喬伊看到广告后就来找他谈想住进来，只是这个时候錢德已经选好了室友──一个摄影师，但他的一个姐妹是色情片明星。但是当海克里斯先生（住莫妮卡和瑞秋楼下的古怪老人）骗摄影师他才是錢德的新室友，摄影师只好离开了。所以，錢德只好把钥匙给了喬伊。然后他们发现他们有很多共同爱好──体育，啤酒和《海灘遊俠》裡那些奔跑的美女（尤其是亞絲敏·布莉琪）。
两个人在喬伊成功出演每日肥皂剧《我們的生活》裡的德雷克·拉莫瑞醫生后，短暂地“分手”了一段时间。但是，“德雷克·拉莫瑞醫生”角色由剧中死亡以后，錢德也快被他的新室友艾迪逼疯了，两个人又很快搬到一起住。
錢德和莫妮卡同居之后，喬伊和錢德仍然是鄰居但不再是室友了。在最后一集裡，在錢德和莫妮卡搬到西徹斯特郡之前，莫妮卡拆掉了足球游戏桌以救出小鸡和小鸭二代。尽管他们不再住在同一个公寓区，但錢德和莫妮卡明确表示他们的新家会专门在车库上面设计一个“喬伊之家”的招牌。

### 珍妮斯
在和莫妮卡交往之前，珍妮斯不断出现在他生活中，因为錢德和珍妮斯有过一段分分合合的恋爱关系。
因为她的大头，说话和大笑时的鼻音，还有每次聊天都要整一句“Oh... my... God!”，錢德不得不把大部分时间花在和她的分手上。第一季第5集，在好不容易和珍妮斯分手后，錢德发现自己在这一季还要和她纠缠两次以上，在整部剧中还要更多。
在第四季，錢德为了试图离开她而宣称说他要搬到也门去了（地址：也门，也门路15号），而這只是錢德為了擺脫珍妮斯臨時想出來的藉口，实际上他当然没有计划真的要去也门。沒想到珍妮斯非要眼睁睁的看着飞机起飞才肯离去，因为这是他们最后的告别了，而最终錢德無計可施，只好花上2700美金真的登上飞机直奔也门了。临上飞机前，他对一个瘦小的老妇人说“看来我真的要去也门了，到了也门，我能跟你住在一起吗？”
而錢德在離開珍妮斯之後與莫妮卡交往，在一次情人節之中，錢德和莫妮卡兩個人都忘了要交换各自亲手制作的情人节礼物這回事，於是錢德臨時找來一捲情歌錄音帶，聲稱是為了莫妮卡錄的情歌專輯。當他們播放該專輯，音樂緩緩流出，就在兩人相擁，並漫舞在情歌中的時候，珍妮斯的鼻音與笑聲竟然在專輯中突然出現，因為那事實上是珍妮斯為了錢德所錄製的專輯。這是這該季劇中珍妮斯唯一出現的一次。
在最后一季，珍妮斯计划搬到威斯特徹斯特。恰巧出售的房子在錢德和莫妮卡购买的新房子隔壁。錢德为了阻止珍妮斯购买隔壁房子，进而成为邻居的噩梦发生，对她说他从来没有停止爱过她，还建议他们重新来过（珍妮斯的全名第一次出現在此處）。由于怕毁了他们的婚姻，珍妮斯撤回了对他们隔壁的房子的出价。

## 性格

### 俏皮話
錢德最大的特点就是可以随时随地冒出几句俏皮话。这样的例子包括瑞秋为了阻止他抽烟而多次把他放到嘴里的烟扔掉，錢德说这是“史上最烂的游戏”；引用艾倫·亞歷山大·米恩的话朝喬伊怒吼“离开我的位子，莳萝坑”以打算让他离开本来是自己在坐的位子；搭讪时称他的姓是盖尔语，意思是“火鸡烤好了”。他和菲比闲聊的内容包括为什么唐老鸭不穿裤子但沐浴完毕后要穿着条浴巾出来，为什么没有一个叫“点金侠（Goldman）”超级英雄（受“蜘蛛侠（Spider-Man）”的启发）。当他的喬伊要泡妞时，他通常被称为“有趣的家伙”。錢德说从他父母离婚开始他就用幽默作为一种自我保护方法，并且当处于一种让他浑身发毛的社交场合时他更容易说几个笑话。他的同事们也许是太习惯他的讽刺幽默了以致于就算他在发表一番很严肃的评论，大家也当作一个笑话看。有一次，其他老友甚至打赌他不可能在一周之内不取笑大家；但是当羅斯开始和一个叫伊麗莎白·霍恩史沃格的女人开始约会时，这简直要了錢德的命。他最终认输，然后嘲笑的问到“兄弟，你在和《布偶奇遇記》裡的一个角色约会吗?”

### 同性戀影射
錢德經常發現自己無端就處於同性戀的位置上或隨便說了幾句話就讓自己變的跟個同性戀似的。他的朋友和同事們都說他就有那種讓別人以為是同性戀的「特質」。（一次，他走進一個滿是朋友的房間然後說「嗯，如果我們都打扮起來不是很漂亮嗎？……我剛才有點那個，是吧？」）其實該劇的主創人員從一開始就打算把他塑造成一個同性戀。
就像他其他的性格特點如抽煙，用笑話自我保護一樣，錢德的性別混亂主要根源於他的童年。
有一回瑞秋為了幫助他戒菸，弄了一卷催眠錄音帶給他聽，沒想到該卷錄音帶是女性用的，這使得從小性別界線比較模糊的錢德，曾經有段時間出現非常明顯的陰柔氣質。
在錢德九歲那年的感恩節上，他的父親查爾斯·賓宣佈自己是一個同性戀，他要和妻子離婚，因為他「寧願和他們家的男僕睡也不願和她睡」。該男僕馬上接著用陰柔的聲音說“再要一些火雞嗎？錢德先生”。後來查爾斯·賓搬到拉斯維加斯，在那裡他開了一家叫“Viva Las Gay-gas”的男性異裝劇院，以表演像《It's Raining Men》這樣的音樂詩劇為最大特色。他還親自男扮女裝並改名為海倫娜·翰德貝斯克（凱薩琳·特納扮演）。正因為這個原因，錢德憎恨感恩節並拒絕進食任何感恩節的食物（像是火雞，逼得莫妮卡每年都要另外再烤一隻雞）。錢德還強調就是從那時他開始抽煙，把幽默作為一種心理防禦機制。
錢德常被他的朋友，同事誤以為是同性戀，很多女人也覺得他是同性戀。但是除了容易被誤為是同性戀之外，錢德在兩性關係上的特色是對女人色誘擁有「令人意外的免疫力」。很多時候其他女性（尤其是其他女性的老友們）試圖用色誘來對付錢德總是以失敗收場。

## 職業
錢德的職業是資料分析師，他其實討厭這份工作，但錢德無法果斷終止任何事，因此總是無法順利辭職。同樣的問題也讓錢德在提出分手甚至取消健身房會員資格都出現困難。
而“沒有人確切知道他的工作到底是什麼”也成了本劇的經典笑料之一。在第四季第12集的比賽中，他的朋友們實在猜不出他是幹什麼的，瑞秋最後乾脆被逼的自己造了一個詞，叫他“transpondster”，這使得錢德和喬伊贏走了莫妮卡和瑞秋的公寓。喬伊有一次說“什麼，錢德，你還敢叫自己會計師？”錢德對此疑惑的回答“我的確不是啊！”。莫妮卡承認好幾次他談論他的工作的時候她都沒有注意，但在第九季，最後當錢德終於辭職後，她卻知道他是幹嘛的，她說他的工作是“統計分析與資料重構”。錢德崩潰；“妳居然到我離職之後才知道我是幹嘛的！”（第八季第21集中，他確實說過他工作的職稱）
雖然錢德不喜歡這份工作，但是他的薪水似乎蠻豐厚的，因為他似乎常常完全不計帳的替手頭時常不寬裕的喬伊墊房租。在第一季，錢德試圖辭掉他的工作，但最終還是沒有抵抗住大幅的加薪和每年一次的獎金的吸引。
第九季第2集，他被公司調到位在奧克拉荷馬州土爾沙的子公司擔任總經理，因為他在公司會議上打瞌睡，就隨口答應了。因為莫妮卡在臨行前找到了份新工作，所以他只好孤身就任。他在土爾沙一週待四天，週末再回到紐約。錢德在聖誕節辭職，這樣他就可以飛回紐約和莫妮卡在一起。莫妮卡透過一位老同事介紹一份廣告工作給錢德。令錢德沮喪的是，他最初是一名無薪實習生。然而，他更成熟的工作方式最終得到回報，他獲得了初級文案的全職工作。與以前相比，他更享受現在的工作。

## 軼事
- 錢德·賓这个角色本来打算让喬恩·克萊爾来演的。
- 莫妮卡在1988年的感恩节不小心用一把刀伤到了錢德的小脚趾。这是根据事实改编的，不过馬修·派瑞丢失的是右手中指的一部分。
- 錢德的电脑是一部苹果PowerBook G3（英语：PowerBook G3）。
- 錢德有三个乳头，他把他的第三個乳頭叫做“小突起”。但是由于他某任有一条義肢的女友，对此感到很不舒服并因此甩了錢德，于是錢德就做了个手术把它切掉了。尽管錢德发现那时他“智慧的源泉”因為小突起被切掉而消失了，但是后来还是很快的又重拾了他的智慧。
- 錢德是以“錢萳德·邦德女士”（Miss Chanandler Bong）的名字订阅TV Guide。
- 錢德第一次和蓋勒一家过感恩节时，因为取笑莫妮卡很肥，莫妮卡因此愤而减肥。莫妮卡也是因为錢德说他喜欢她的通心粉和奶酪并建议她当一个主厨才最终做了一个主厨的。
- 錢德和羅斯在大学一年级的时候曾经组建过一个新浪潮综合流行风格乐队，叫做“门，没门”（Way, No Way）。有过一些作品，比如《Emotional Knapsack》和《Betrayal in the Common Room》等。
- 錢德的生日很可能是4月8日。有一集裡，老友们提前一个月为瑞秋举行了一个惊喜派对，但瑞秋说錢德的生日甚至还在她前面呢。所以他的生日应该是在瑞秋的生日（5月5日）之前派对当天（4月8日）或之后。在第六季第17集（英语：The One With Unagi）一集中，在一个发生在2月24日的场景中，莫妮卡说錢德的生日是一个半月之后。从2月24日开始算1个半月正好是4月8日，由此推測錢德可能為白羊座。
- 錢德和莫妮卡的父母的关系一度不愉快是因为羅斯的缘故。羅斯放学回家后被蓋勒夫妇抓到抽大麻，而他说錢德抽的，结果导致Geller夫妇很是不喜欢錢德。但莫妮卡逼迫羅斯承认了他的罪过后，他们的关系有了长足的改进。
- 有几集中说錢德的祖上是愛爾蘭人，羅斯甚至试图学习如何演奏风笛以在他们的婚礼上助兴。当莫妮卡问他咋就这么可爱呢，他说他的祖父是瑞典人，和甜心的发音相近，而祖母则是一只小兔子。
- 錢德的爸爸教给他的一件事是「永远不要借钱」（除了进澡堂之前要敲门以外）。
- 在第六季第15、16集（英语：The One That Could Have Been）描述的假想平行世界中，錢德是专攻喜剧的自由撰稿人。角色的境况也来了个大反转，錢德为了钱苦苦挣扎，而喬伊在钱上却十分大方且闊綽。但是，錢德在該集裡面还是喜欢的莫妮卡（尽管她在該集之中的形象十分肥胖），并且最后两个人最终也有情人成眷属了。
- 錢德和其他五位老友都接过吻，但是并不是所有的接吻都能在剧中看到。第五季第2集（英语：The One With All the Kissing）中他与三位女主角都接吻了，其实是为了掩盖他和莫妮卡正在约会的事实，所以既然亲了莫妮卡也只好其他两位也亲了。第一季第10集（英语：The One With the Monkey），因为没有人在新年和他接吻，喬伊就挺身而出了一把。第三季第11集（英语：The One Where Chandler Can't Remember Which Sister），剧中暗示他在喝醉的情况下亲了羅斯，但剧中没有看到。
- 小法蘭克·布菲和艾莉絲·奈特（菲比的弟弟與弟媳）把他们的三胞胎之一取名为錢德，但是孩子生出来后却发现是个女孩。
- 在法語版的六人行劇中，錢德的角色由两个演员配音：伊曼紐爾·柯蒂伊（英语：Emmanuel Curtil）（1到8季）和安東尼·努埃爾（9到10季）；瑞秋和喬伊的角色在最后两季也是由不同的演员配音的。
- 关于他抽烟的习惯是一个经典笑料。
- 和錢德分分合合的前女友珍妮絲在《六人行》的每一季裡都出现了。
- 第五季第8集（英语：The One with All the Thanksgivings）揭示錢德和瑞秋在大學時期的感恩節聚餐中第一次相見，而在第三季第6集（英语：The One with the Flashback）中瑞秋和錢德勒卻互不認識，導演承認這是一個錯誤。